# جاين بولز
جاين بولز (بالإنجليزية: Jane Bowles)‏ (و. 1917 – 1973 م) هي روائية، وكاتِبة، وكاتبة مسرحية، ومؤلفة أمريكية، ولدت في نيويورك، توفيت في مالقة، عن عمر 56 عاماً، بسبب سكتة.

## روابط خارجية
- جاين بولز على موقع الموسوعة البريطانية (الإنجليزية)
- جاين بولز على موقع ميوزك برينز (الإنجليزية)
- جاين بولز على موقع قاعدة بيانات برودواي على الإنترنت (الإنجليزية)
- جاين بولز على موقع قاعدة بيانات برودواي على الإنترنت (الإنجليزية)
- جاين بولز على موقع إن إن دي بي (الإنجليزية)
- جاين بولز على موقع ديسكوغز (الإنجليزية)